# Greville Howard (homme politique)
Pour les articles homonymes, voir Greville Howard et Howard.
Greville Reginald Charles Howard (7 septembre 1909 - 20 septembre 1987) est un homme politique conservateur britannique et national libéral.

## Biographie
Howard est un fils plus jeune de Henry Howard (19e comte de Suffolk), et de son épouse Margaret Leiter. Charles Howard (20e comte de Suffolk), est son frère aîné.
Howard est membre du conseil municipal de Westminster et est maire de Westminster de 1946 à 1947. Il est député de St Ives de 1950 jusqu'à son départ aux élections générales de 1966.
Howard épouse Mary, fille de William Smith Ridehalgh, en 1945. Il est décédé en septembre 1987, à 78 ans.